# 1692 Subbotina

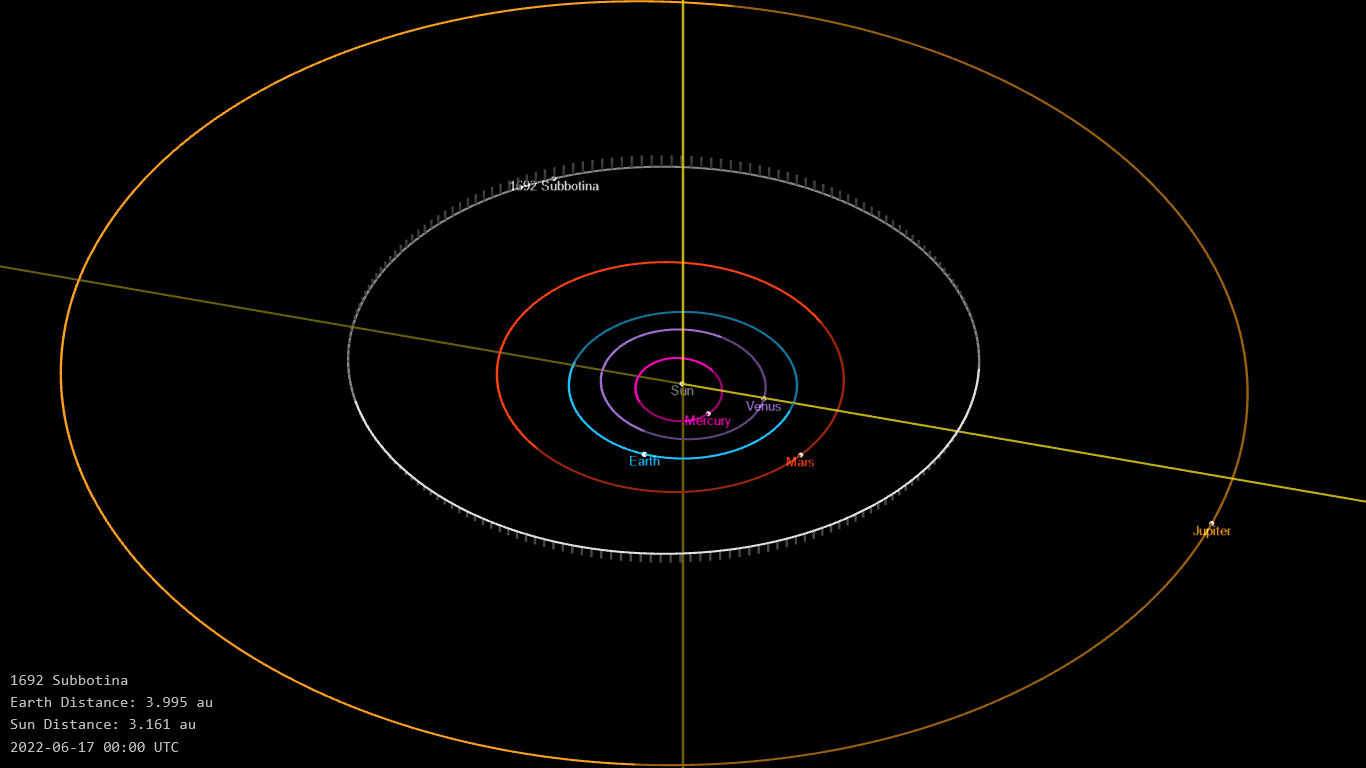

1692 Subbotina è un asteroide della fascia principale del diametro medio di circa 36,59 km. Scoperto nel 1936, presenta un'orbita caratterizzata da un semiasse maggiore pari a 2,7891784 UA e da un'eccentricità di 0,1342359, inclinata di 2,42439° rispetto all'eclittica.
L'asteroide è dedicato all'astronomo sovietico Michail F. Subbotin (1893-1966), direttore per 20 anni dell'Istituto di Astronomia Teorica di Leningrado.